# Тревор и Саймон
Тревор Нил (род. 1963) и Саймон Хиксон (род. 1962, Солфорд, Ланкашир) — британский комедийный дуэт (известный как Тревор и Саймон или Трев и Саймон), славящийся своей семейной версией анархической альтернативной комедии «Going Live!» (1987—1993) на субботнем утреннем шоу BBC One, и «Live and Kicking» (1993—1997).

## Образование
Тревор и Саймон познакомились в 1981 году, будучи студентами Манчестерского университета. Впервые они встретились на рождественском шоу драматического факультета, в котором Нил сыграл белку на скейтборде.
В одном из подкастов пара рассказала, как комик Бен Элтон преподавал Хиксону греческую трагедию, а их профессор Дэвид Майер (отец Лиз Майер) познакомил их с Риком Мэйоллом и Адрианом Эдмондсоном, которые были его учениками несколько лет. Ситком «Подрастающее поколение» (написанный Мэйоллом, Лизом Майером и Беном Элтоном) оказал раннее влияние на дуэт.

## Карьера
Первоначально, Нил и Хиксон выступали в качестве трио вместе с Филом Деннисоном. Позже, они появились в одном из комедийных кругов Манчестера в качестве дуэта под названием «Devilfishhornclub» (пер. Клубдьяволрыбарог), выступив на Эдинбургском фестивале «Фриндж» в 1984 году, обещая «нерасистский, не сексистский юмор».
По предложению Джона Хегли дуэт уговорили переехать из Манчестера в Лондон. Позже, к ним обратился продюсер «Субботнего супермаркета» из BBC, который «сказал, что им нужен дуэт, который мог бы олицетворять новый стиль комедии, но для детей». Их появление на «Going Live» привело к созданию всеми любимых скетчей и слоганов, таких как «Swing Your Pants» и «We don’t do duvets» на «Singing Corner».
Тревор и Саймон создали подкаст трагикомедии «Strangeness in space», финансируемый за счет краудфандинга. Звезды подкаста — Тревор, Саймон и Софи Олдред. «Strangeness in Space» напоминает «Red Dwarf», тем не менее, с характерным дуэту абсурдным юмором. Сюжет повествует о вымышленном поп-дуэте «Pink Custard» (его играют Трев и Саймон), который застрял в космосе на орбите планеты Мирф с Софи (её играет Софи Олдред) и роботом Л.И.М.О.Н и которому приходится сталкиваться с различными причудливыми существами и ситуациями.